# Jabłonówka (obwód tarnopolski)
Jabłonówka (ukr. Яблунівка) – wieś na Ukrainie, w obwodzie tarnopolskim, w rejonie tarnopolskim. 
W II Rzeczypospolitej miejscowość w powiecie podhajeckim województwa tarnopolskiego.
W latach 1944–1945 nacjonaliści ukraińscy z OUN-UPA zamordowali tutaj 16 Polaków.
Do 2020 w rejonie podhajeckim.